# Arrondissement d'Alençon
L'arrondissement d'Alençon est une division administrative française, située dans le département de l'Orne et la région Normandie.

## Composition

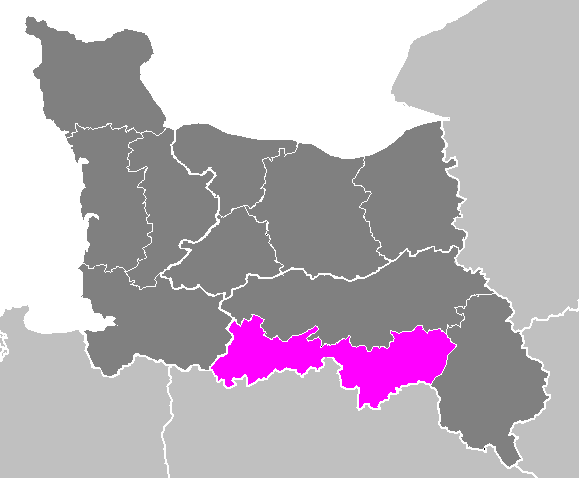
Localisation de l'arrondissement avant 2015.

### Composition avant 2017
Jusqu'au 31 décembre 2016, l'arrondissement était composé des communes des anciens cantons suivants :
- canton d'Alençon-1 ;
- canton d'Alençon-2 ;
- canton d'Alençon-3 ;
- canton de Carrouges ;
- canton de Courtomer ;
- canton de Domfront ;
- canton de Juvigny-sous-Andaine ;
- canton de la Ferté-Macé ;
- canton du Mêle-sur-Sarthe ;
- canton de Passais ;
- canton de Sées.

Le 1er janvier 2017, à la suite de la réforme des collectivités territoriales, les périmètres des arrondissements de l'Orne sont modifiés par arrêté du 20 décembre 2016. L'arrondissement d'Alençon perd à l'ouest les communes de l'ancien canton de Domfront à l'exception de Ceaucé, ainsi que les communes nouvelles de La Ferté-Macé et Les Monts d'Andaine (ancien canton de La Ferté-Macé : communes déléguées de La Ferté-Macé, Antoigny, La Sauvagère et Saint-Maurice-du-Désert), toutes attribuées à l'arrondissement d'Argentan. Il récupère de ce même arrondissement, au nord, les communes de l'ancien canton de Mortrée à l'exception de la commune nouvelle de Boischampré ( Saint-Christophe-le-Jajolet, Marcei, Saint-Loyer-des-Champs et Vrigny).
Au sud-est, lui sont attribuées les communes de Barville, Buré, Saint-Julien-sur-Sarthe, Saint-Quentin-de-Blavou et Vidai, prélevées de l'arrondissement de Mortagne-au-Perche. Il cède à ce même arrondissement la commune de Godisson.

### Découpage communal depuis 2015
Depuis 2015, le nombre de communes des arrondissements varie chaque année soit du fait du redécoupage cantonal de 2014 qui a conduit à l'ajustement de périmètres de certains arrondissements, soit à la suite de la création de communes nouvelles. Le nombre de communes de l'arrondissement d'Alençon est ainsi de 133 en 2015, 115 en 2016 et 2017, 111 en 2019.
Au 1er janvier 2024, l'arrondissement groupe les 111 communes suivantes :
1. Alençon
2. Almenêches
3. Aunay-les-Bois
4. Aunou-sur-Orne
5. Bagnoles de l'Orne Normandie
6. Barville
7. Beauvain
8. Belfonds
9. La Bellière
10. Boissei-la-Lande
11. Boitron
12. Le Bouillon
13. Brullemail
14. Buré
15. Bures
16. Bursard
17. Carrouges
18. Ceaucé
19. Le Cercueil
20. Cerisé
21. Chahains
22. Chailloué
23. Le Chalange
24. Le Champ-de-la-Pierre
25. La Chapelle-près-Sées
26. Le Château-d'Almenêches
27. La Chaux
28. Ciral
29. Colombiers
30. Condé-sur-Sarthe
31. Coulonges-sur-Sarthe
32. Courtomer
33. Cuissai
34. Damigny
35. Écouves
36. Essay
37. La Ferrière-Béchet
38. La Ferrière-Bochard
39. Ferrières-la-Verrerie
40. Francheville
41. Gandelain
42. Gâprée
43. Hauterive
44. Héloup
45. Joué-du-Bois
46. Juvigny Val d'Andaine
47. Lalacelle
48. Laleu
49. La Lande-de-Goult
50. Larré
51. Lonrai
52. Macé
53. Magny-le-Désert
54. Mantilly
55. Marchemaisons
56. Médavy
57. Méhoudin
58. Le Mêle-sur-Sarthe
59. Le Ménil-Broût
60. Ménil-Erreux
61. Le Ménil-Guyon
62. Le Ménil-Scelleur
63. Mieuxcé
64. Montchevrel
65. Montmerrei
66. Mortrée
67. La Motte-Fouquet
68. Neauphe-sous-Essai
69. Neuilly-le-Bisson
70. L'Orée-d'Écouves
71. Pacé
72. Passais Villages
73. Perrou
74. Le Plantis
75. Rives d'Andaine
76. La Roche-Mabile
77. Rouperroux
78. Saint-Agnan-sur-Sarthe
79. Saint-Aubin-d'Appenai
80. Saint-Céneri-le-Gérei
81. Saint-Denis-sur-Sarthon
82. Saint-Ellier-les-Bois
83. Saint-Fraimbault
84. Saint-Germain-du-Corbéis
85. Saint-Germain-le-Vieux
86. Saint-Gervais-du-Perron
87. Saint-Julien-sur-Sarthe
88. Saint-Léger-sur-Sarthe
89. Saint-Léonard-des-Parcs
90. Sainte-Marguerite-de-Carrouges
91. Sainte-Marie-la-Robert
92. Saint-Mars-d'Égrenne
93. Saint-Martin-des-Landes
94. Saint-Martin-l'Aiguillon
95. Saint-Nicolas-des-Bois
96. Saint-Ouen-le-Brisoult
97. Saint-Patrice-du-Désert
98. Saint-Quentin-de-Blavou
99. Saint-Roch-sur-Égrenne
100. Saint-Sauveur-de-Carrouges
101. Sainte-Scolasse-sur-Sarthe
102. Sées
103. Semallé
104. Tanville
105. Tellières-le-Plessis
106. Tessé-Froulay
107. Torchamp
108. Trémont
109. Valframbert
110. Les Ventes-de-Bourse
111. Vidai

## Sous-préfets
| Période          | Période  | Identité        | Fonction précédente | Observation                     |
| ---------------- | -------- | --------------- | ------------------- | ------------------------------- |
| 4 septembre 2019 | En cours | Charles Barbier |                     | Secrétaire général, sous-préfet |

## Démographie
En 2022, l'arrondissement comptait 84 817 habitants.
| 1968   | 1975    | 1982    | 1990    | 1999    | 2006    | 2011    | 2016   | 2021   |
| ------ | ------- | ------- | ------- | ------- | ------- | ------- | ------ | ------ |
| 98 999 | 101 821 | 102 111 | 101 609 | 101 612 | 101 905 | 100 209 | 86 907 | 84 879 |

| 2022   | - | - | - | - | - | - | - | - |
| ------ | - | - | - | - | - | - | - | - |
| 84 817 | - | - | - | - | - | - | - | - |